# فکرت قوجا
فکرت قوجا (ترکی آذربایجانی: Fikrət Qoca; ۲۵ اوت ۱۹۳۵ – ۵ مهٔ ۲۰۲۱) شاعر آذربایجانی و دریافت کننده جایزه شاعر خلق آذربایجان بود.

## اوایل زندگی
فکرت قوجا ۲۵ ماه اوت سال ۱۹۳۵ در شهر آغ‌داش آذربایجان شوروی به دنیا آمد. وی دانش‌آموخته دانشکده ادبیات ماکسیم گورکی در سال ۱۹۶۴ بود. «زنی که حرفی برای گفتن نمی‌یافت» اولین شعر منتشر شده فکرت قوجا بود. وی سروده یادشده را اینگونه توضیح می‌داد: «این شعر در مورد زنی است که از همه چیز بهت زده می‌شد. او نمی‌توانست اتفاقاتی را که در اطراف خود می‌گذشت درک کند».

## فعالیت
فکرت قوجا از سال ۱۹۷۸ سردبیر نشریه قوبوستان و عضو فعال اتحادیه نویسندگان آذربایجان بود که در سال ۱۹۹۷ منشی این اتحادیه شد. بسیاری از اشعار قوجا به زبان ترکی آذربایجانی منتشر شده‌است. این اشعار به موضوعات مبارزه برای آزادی اختصاص داشتند.
محتویات کتاب‌های شعر فکرت قوجا نشان دهنده عشق او به میهن، احساسات میهن‌پرستی و اندیشه‌هایش در مورد انسان و زمانه خود است. وی مسافرت‌های زیادی به بسیاری از کشورها داشت و اشعاری را به جنبش‌های آزادی‌بخش ملی در آن کشورها از جمله مبارز آزادی‌خواه کوبایی اچه گوارا («نامه‌های بی نشانی»)، فعال جنبش آزادی گینه بیسائو، امیلکار کابرال، قهرمان ناسیونالیستی «فیلیپین خوزه ریزال»، جوان ویتنامی «لی وی تام» سرود. در دهه ۱۹۹۰ کتاب‌های «عابران»، «سطح انسانیت»، «حقایق معمولی» و غیره… را دربارهٔ مبارزات آن روزگار در سرتاسر جهان برای آزادی تألیف ساخت. او همچنین چند اثر منثور نوشته بود. کشتار مردم آذربایجان به دست ارتش سرخ شوروی در ۲۰ ژانویه ۱۹۹۰ که به ژانویه سیاه معروف است، در داستان‌های فکرت قوجا همچوت «مرگ جدایی نیست» (۱۹۹۰)، «فعلاً تا روز قیامت» (۲۰۰۰) منعکس شده‌است.
فکرت قوجا تعدادی آثار از میخائیل لرمانتف، تاراس شوچنکو، «آی. والکر» و سایر نویسندگان و شعرای جهان را به زبان ترکی آذربایجانی ترجمه کرده‌است. تعداد کثیری از آثار وی نیز به چندین زبان جهان برگردانده شده‌است. افزون بر این، بر پایه چندین شعر قکرت قوجا ترانه‌های معروفی ساخته شده‌است. «گل ای صحر» (بیا، ای صبح) یکی از اشعار فکرت قوجا است، که بر اساس آن آهنگ همنامی به پدید آمده و در اجرای فولاد بلبل‌اوغلو به یک ترانه پرآوازه تبدیل شده‌است. در واپسین سال‌های دهه ۱۹۹۰ میلادی، فولاد بلبل‌اوغلو نسخه جدید آهنگ «گل ای سحر» را با تنظیم نوی «پل باکمستر» ضبط کرد. این آهنگ آوازه و دست‌آوردهای زیادی به فولاد بلبل‌اوغلو به ارمغان آورد، به طوری که علاوه بر برگزاری کنسرت‌های پر از تماشاچی متعددی در روسیه، در سال‌های متعاقب به سکانداری وزارت فرهنگ جمهوری آذربایجان و سپس سفارت این کشور در روسیه رسید.
فکرت قوجا در ۵ ماه می سال ۲۰۲۱ در باکو درگذشت.

## جوایز و نشان‌ها
- «جایزه کومسومول لنین»: سال ۱۹۶۸
- خادم هنر افتخاری آذربایجان شوروی: ۳۰ ژوئیه سال ۱۹۷۹
- نشان شهرت: ۲۶ ژوئن سال ۱۹۹۵
- عنوان افتخار شاعر خلق جمهوری آذربایجان: ۲۳ ماه مه سال ۱۹۹۸
- جایزه همای: سال ۱۹۹۸
- مستمری انفرادی رئیس‌جمهور آذربایجان: ۱۱ ژوئن سال ۲۰۰۲
- مدرک افتخاری رئیس‌جمهور آذربایجان: ۱۶ ژوئیه سال ۲۰۱۰
- نشان شرف: سال ۲۰۱۵
- جایزه دولتی جمهوری آذربایجان: ۲۶ ماه مه سال ۲۰۱۶
- نشان استقلال جمهوری آذربایجان: ۲۵ ماه اوت سال ۲۰۲۰ از سوی الهام علی‌اف، رئیس‌جمهوری آذربایجان.[۴]